# Democracy in Europe Movement 2025
Democracy in Europe Movement 2025 (krátce: DiEM25, česky: Hnutí Demokracie v Evropě 2025) je celoevropské levicové politické hnutí, které oficiálně prezentoval Janis Varufakis 9. února 2016 v Berlíně zveřejněním politického manifestu. Hnutí má za cíl prosadit demokratizaci Evropské unie a boj proti demokratickému deficitu v evropských institucích, a „omezení byrokracie a zajištění transparentního rozhodování na unijní úrovni“.
Mezi prominentní členy DiEM25 patří také významný americký vědec a společenský kritik Noam Chomsky nebo internetový aktivista Julian Assange, spoluzakladatel WikiLeaks.

## Politické strany asociující se s DiEM25
- Levice (Česko)[6]
- Česká pirátská strana (Česko)[7][8]
- MeRA25 (Řecko)
- Alternativa (Dánsko)
- Lewica Razem (Polsko)[9]
- Génération.s (Francie)
- Der Wandel (Rakousko)[10][11]
- Možemo! (Chorvatsko)[12][13]
- LIVRE (Portugalsko)[14]

## Prominentní členové
- Janis Varufakis (Řecko)
- Srećko Horvat (Chorvatsko)
- Julian Assange (Austrálie)
- Noam Chomsky (Spojené státy)
- Brian Eno (Spojené království)
- Julien Bayou (Francie)

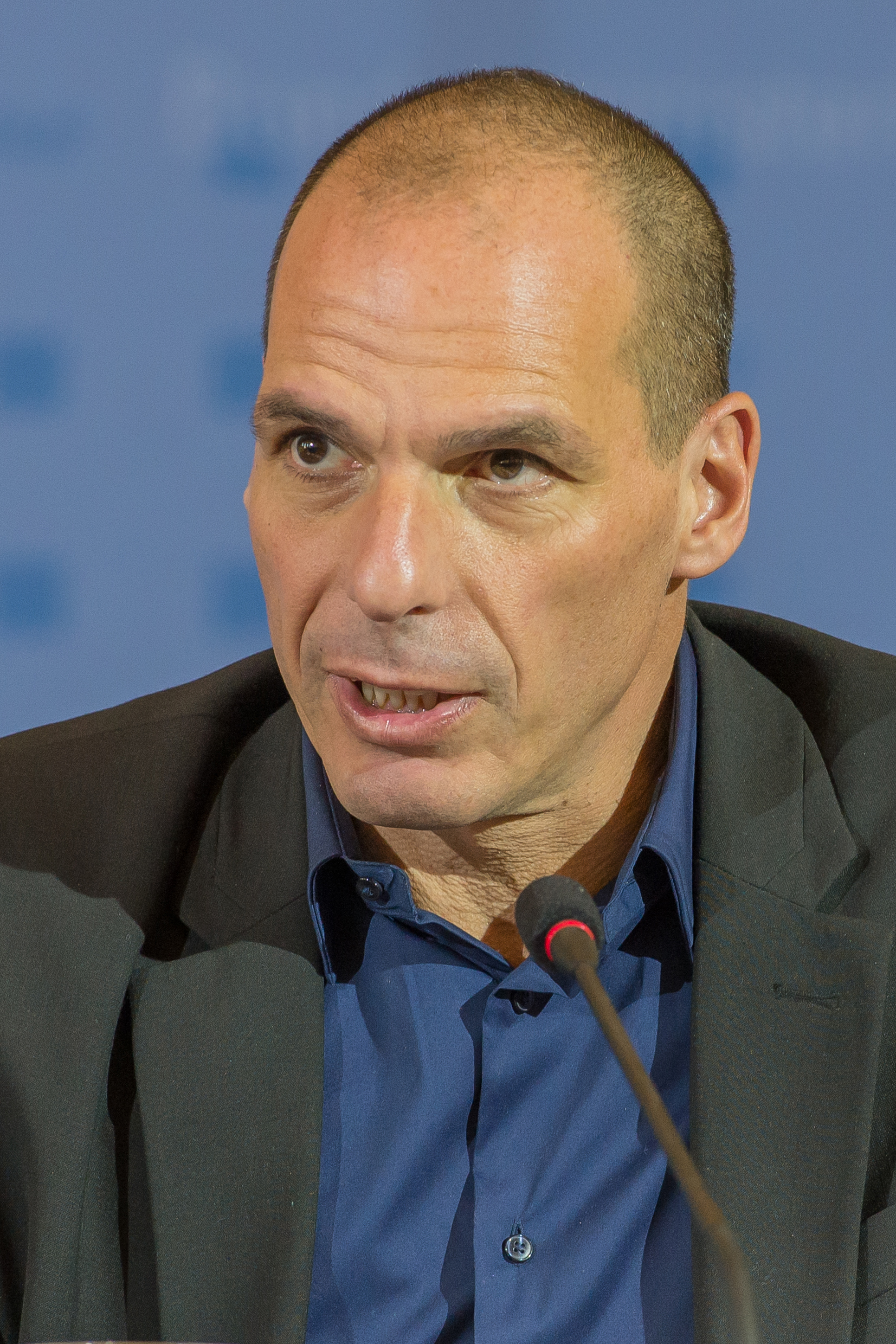
Janis Varufakis, zakladatel DiEM25

- James K. Galbraith (Spojené státy)
- Susan George (Spojené státy / Francie)
- Boris Groys (Německo)
- Ken Loach (Spojené království)
- Antonio Negri (Itálie)
- Saskia Sassenová (Spojené státy)
- Slavoj Žižek (Slovinsko)
- Pamela Anderson (Spojené státy / Kanada)
- Eduard Chmelár (Slovensko)
- Mikuláš Peksa (Česko)[15]